# الجمعية الدولية للدراسات السميوطيقية
الجمعية الدولية للدراسات السميوطيقية (بالإنجليزية: International Association for Semiotic Studies)‏ منظمة الرئيسية للسميوطيقيين في العالم، أنشئت في عام 1969.
من الأعضاءها للجمعية ألخيرداس جوليان غريماس، رومان ياكوبسون، جوليا كريستيفا، إميل بنفينيست، أندريه مارتينيه، رولان بارت، أومبرتو إكو، توماس سيبيوك، ويوري لوتمان.
مجلة الجمعية الرسمية هي Semiotica، التي نشرتها فالتر ده غرويتر. لغتا العمل في الجمعية هما: الإنكليزية والفرنسية.
تتألف اللجنة التنفيذية للجمعية من المعايير الدولية للمحاسبة من ممثلين عن المجتمعات السيميائي للبلدان الأعضاء (اثنان من كل منهما).